# Olive Riley
Olive Riley là người viết blog (blogger) người Úc già nhất thế giới tính đến ngày 12 tháng 7 năm 2008.